# نیروی امنیتی کوزوو
نیروی امنیتی کوزوو (KSF) نیروی نظامی کوزوو است، و پس از اعلام استقلال در سال ۲۰۰۸ تشکیل شد. وظیفهٔ این نیرو، دفاع از حاکمیت و تمامیت ارضی کوزوو، حمایت نظامی از مقامات غیرنظامی و مشارکت در ماموریت‌ها و عملیات‌های بین‌المللی صلح‌بانی است. از سال ۲۰۱۸، نیروی امنیتی این کشور در حال ارتقا و تبدیل شدن به نیروهای مسلح کوزوو است، روندی که انتظار می‌رود ۱۰ سال طول بکشد.
رئیس‌جمهور کوزوو فرمانده کل قوای نیروهای امنیتی کوزوو است و صلاحیت بسیج نیروهای امنیتی کوزوو را در موارد اضطراری دارد. در مواقع دیگر، اختیارات رئیس‌جمهور به‌عنوان فرماندهٔ کل، از طریق نخست‌وزیر و وزیر دفاع انجام می‌شود.
نیروی امنیتی کوزوو در ژانویهٔ ۲۰۰۹، پس از انحلال سپاه حفاظت کوزوو (KPC)، که تا آن زمان یک سازمان خدمات اضطراری غیرنظامی و نهادی تشکیل‌یافته از ارتش آزادی‌بخش کوزوو بود، تأسیس شد. در مارس ۲۰۰۸، نیروهای کوزوو به رهبری ناتو (KFOR) و سپاه حفاظت کوزوو، مقدمات تشکیل نیروی امنیتی کوزوو را آغاز کردند. بر اساس دستورالعمل‌های ارائه‌شده در طرح آهتیساری، نیروی امنیتی کوزوو در ابتدا مجاز به حمل سلاح‌های سبک بود. پذیرش و آموزش پرسنل در اوایل ژوئن ۲۰۰۸، زمانی که کارشناسان ناتو برای هدایت این فرایند، وارد کوزوو شدند، آغاز شد و از اوایل دسامبر ۲۰۰۸، ثبت‌نام داوطلبان بین ۱۸ تا ۳۰ سال آغاز شد. نیروی امنیتی کوزوو به‌طور رسمی در ۱ ژانویهٔ ۲۰۰۹ تأسیس شد.
با هدف ارتقای صلاحیت‌های نظامی خود و ایجاد امکان پیوستن به ناتو، در دسامبر ۲۰۱۸، مجلس کوزوو قانونی را تصویب کرد تا نیروی امنیتی کوزوو را به‌عنوان یک «نیروی نظامی حرفه‌ای» بازتعریف کند و یک وزارت دفاع ایجاد کند.  انتظار می‌رود که این تحول، در سال ۲۰۲۸ به پایان برسد. پرسنل KSF در آکادمی‌های نظامی ناتو در ترکیه، ایالات متحده و بریتانیا، از جمله دانشکده هوانوردی ارتش در اسپارتا، آکادمی نظامی ایالات متحده، و سندهرست آموزش می‌بینند. تحول فعلی آن، به‌طور فعال توسط اعضای ناتو حمایت می‌شود و نزدیک‌ترین همکاری آن، با گارد ملی آیووا است. پس از آغاز تهاجم روسیه به اوکراین ۲۰۲۲، مجلس کوزوو قطعنامه‌ای را تصویب کرد و از دولت خواست که درخواست عضویت در ناتو را آغاز کند.

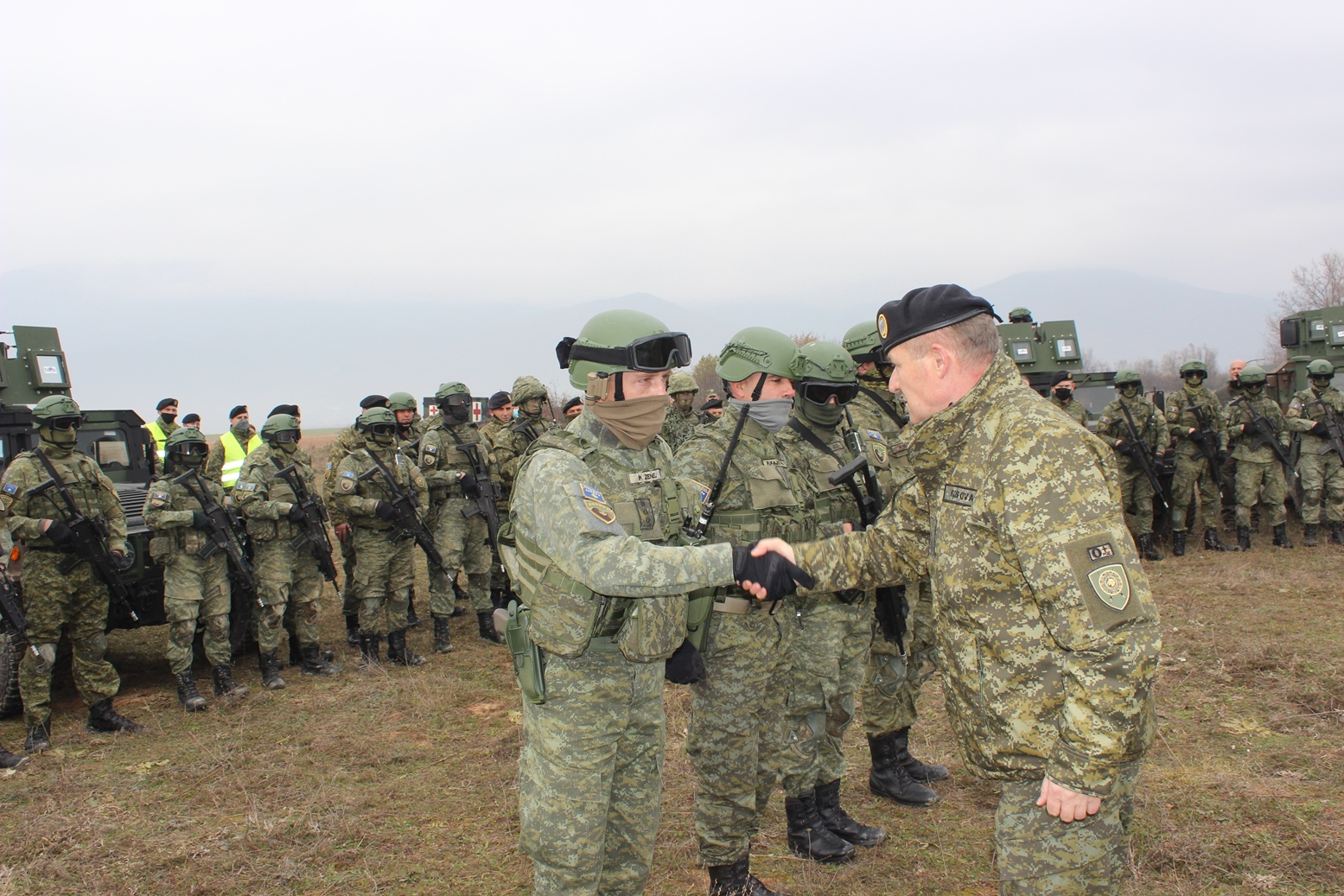
اعضای نیروی امنیتی کوزوو در یک تمرین در نزدیکی ایستوک.

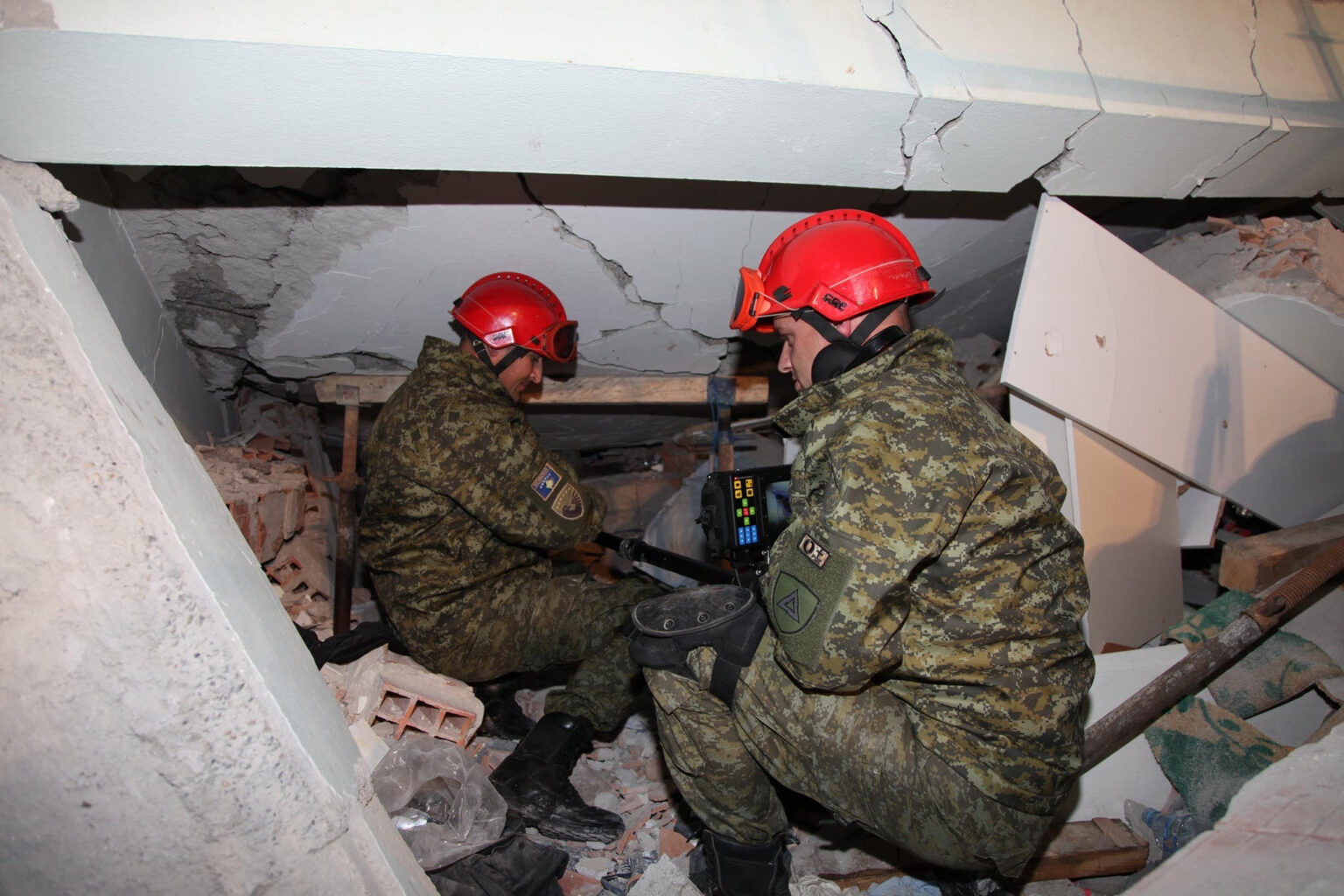
امدادگران نیروی امنیتی کوزوو در جستجوی بازماندگان پس از زمین‌لرزه ۲۰۱۹ آلبانی هستند.

## تجهیزات

### سلاح گرم
| نام                     | خشاب               | کشور سازنده         | منبع             |
| تفنگ تهاجمی             | تفنگ تهاجمی        | تفنگ تهاجمی         | تفنگ تهاجمی      |
| ----------------------- | ------------------ | ------------------- | ---------------- |
| MPT-76                  | ۷٫۶۲×51mm NATO     | ترکیه               |                  |
| MPT-55                  | ۵٫۵۶×45mm NATO     | ترکیه               |                  |
| آی‌ام‌آی جلیل             | ۵٫۵۶×45mm NATO     | اسرائیل             |                  |
| SIGM400                 | ۵٫۵۶×45mm NATO     | آلمان               |                  |
| هکلر و کخ ژ۳۶           | ۵٫۵۶×45mm NATO     | آلمان               | [ ۵ ]            |
| ام۴ کارباین             | ۵٫۵۶×45mm NATO     | ایالات متحده آمریکا | [ ۶ ]            |
| اسلحه دستی              |                    |                     |                  |
| FN Five-seven           | FN 5.7×28mm        | بلژیک               | [ ۵ ]            |
| گلاک ۱۷                 | ۹×19mm Parabellum  | اتریش               |                  |
| SIG M17                 | ۹×19mm Parabellum  | ایالات متحده آمریکا |                  |
| مسلسل دستی              |                    |                     |                  |
| هکلر و کخ ام‌پی۵         | ۹×19mm Parabellum  | آلمان · ترکیه       | [ نیازمند منبع ] |
| نارنجک‌انداز             |                    |                     |                  |
| Heckler &amp; Koch AG36 | نارنجک ۴۰ میلی‌متری | آلمان               |                  |
| Milkor MGL              | 40mm               | آفریقای جنوبی       |                  |
| راکت‌انداز               |                    |                     |                  |
| M72 LAW                 | 66mm               | ایالات متحده آمریکا |                  |
| M79 Osa                 | 90 mm              | یوگسلاوی            |                  |
| تفنگ تک‌تیرانداز         |                    |                     |                  |
| M24                     | ۷٫۶۲×51mm NATO     | ایالات متحده آمریکا |                  |
| بارت ام۸۲               | .50 BMG            | ایالات متحده آمریکا |                  |
| SIG716 dmr              | ۷٫۶۲×51mm NATO     | آلمان               |                  |
| Barrett M99             | .50 BMG            | ایالات متحده آمریکا |                  |
| مسلسل                   |                    |                     |                  |
| ام۲ برونینگ             | .50 BMG            | ایالات متحده آمریکا |                  |
| نارنجک‌انداز ام‌کی ۱۹     | 40 mm grenade      | ایالات متحده آمریکا |                  |
| ام۲۴۹                   | ۵٫۵۶×45mm NATO     | ایالات متحده آمریکا |                  |
| M240 Machine gun        | ۷٫۶۲×51mm NATO     | ایالات متحده آمریکا |                  |

### خودروها

پلاک خودروها

| نام                | کشور سازنده         | تعداد         | یادداشت                                                                                    |               |               |               |
| خودروهای زرهی      | خودروهای زرهی       | خودروهای زرهی | خودروهای زرهی                                                                              | خودروهای زرهی | خودروهای زرهی | خودروهای زرهی |
| ------------------ | ------------------- | ------------- | ------------------------------------------------------------------------------------------ | ------------- | ------------- | ------------- |
| BMC Kirpi          | ترکیه               | ۱۰            | [ ۷ ]                                                                                      |               |               |               |
| BMC Vuran          | ترکیه               | ۴             | [ ۷ ]                                                                                      |               |               |               |
| اتوکار آکرپ        | ترکیه               | ۳             | [ ۷ ]                                                                                      |               |               |               |
| اتوکار کبرا        | ترکیه               | ۸۰            | [ ۸ ] [ ۹ ]                                                                                |               |               |               |
| ام۱۱۱۷             | ایالات متحده آمریکا | ۵۵            | [ ۱۰ ]                                                                                     |               |               |               |
| هاموی              | ایالات متحده آمریکا | ۲۰۰           | در آینده، دولت کوزوو به دنبال افتتاح تأسیساتی برای تولید هاموی با همکاری ایالات متحده است. |               |               |               |
| مرسدس-بنز کلاس-جی  | آلمان               | ۱۵۰           |                                                                                            |               |               |               |
| ایویکو             | ایتالیا             |               |                                                                                            |               |               |               |
| لندرور             | بریتانیا            |               |                                                                                            |               |               |               |
| لندرور دیفندر      | بریتانیا            | ۱۰۰+          |                                                                                            |               |               |               |
| آکلایتنر           | اتریش               |               |                                                                                            |               |               |               |
| MB Man             | آلمان               |               |                                                                                            |               |               |               |
| جیپ                | ایالات متحده آمریکا |               |                                                                                            |               |               |               |
| کامیون‌ها           |                     |               |                                                                                            |               |               |               |
| Iveco Trakker      | ایتالیا             | ۱۰۰           |                                                                                            |               |               |               |
| مرسدس بنز NG 1017A | آلمان               | ۲۵۰           |                                                                                            |               |               |               |

### هواپیما
| آرکیو-۲۰ پوما | ایالات متحده آمریکا | ۴ |